# Reuben Wilson
Reuben Wilson (* 9. April 1935 in Mounds, Oklahoma; † 26. Mai 2023 in New York City) war ein US-amerikanischer Soul Jazz-Organist. Er spielt auf der Hammond B3. Wilson spielte eine wichtige Rolle bei der Entwicklung des Modern Jazz durch seinen Stil, der Elemente des Soul, Funk und Blues integrierte und damit einer der Pioniere des Soul Jazz war.

## Werdegang
Reuben Wilson stammte aus Oklahoma. Er ging in Pasadena zur Schule, wo er Bobby Hutcherson kennenlernte. Wilson begann autodidaktisch mit dem Piano und zog mit 17 Jahren nach Los Angeles, wo er eine Nachtclub-Sängerin heiratete und mit der lokalen Musikszene in Kontakt kam. In dieser Zeit wechselte er zur Orgel und trat im Caribbean Club auf. Schließlich lernte er Richard „Groove“ Holmes kennen, der seinen künftigen Stil stark beeinflusste.
Im Dezember 1966 zog Wilson nach New York, wo er ein Trio mit dem Schlagzeuger Tommy Derrick gründete, The Wildare Express, die jedoch nur ein halbes Jahr bestand. Er arbeitete dann mit Grant Green, Roy Haynes und Sam Rivers, als das Label Blue Note auf ihn aufmerksam wurde und mit ihm einen Plattenvertrag abschloss.
Wilson gehörte zu der Liste der Soul Jazz-Organisten, mit denen Blue Note in den 1960er Jahren arbeitete; zwischen 1968 und 1971 spielte er für das Label fünf Alben ein, die ihre Beachtung jedoch erst in späteren Jahren – mit dem Revival des Soul- und Acid Jazz – finden sollten. Sein erstes Album On Broadway entstand in Quartett-Besetzung mit Tommy Derrick im Oktober 1968. Im März 1969 nahm er mit Gastsolisten wie Lee Morgan und Grant Green das Album Love Bug auf. Mit seinem vierten Album von 1970, Groovy Situation, schlug Wilson eine mehr kommerzielle Ausrichtung ein; im Juli 1971 entstand mit Set Us Free sein letztes Album für Blue Note.
Seine Karriere kam jedoch bald ins Straucheln. Er nahm Mitte der 1970er Jahre noch drei Alben auf und spielte als Sessionmusiker mit Jazz-, Funk- und Rockmusikern. Ende der 1980er Jahre erlebte er aber ein Comeback mit dem Acid Jazz und wurde zu einer Art Kultfigur.
Wilsons Musik wurde damals von einer neuen Generation von Hörern wiederentdeckt; durch Sampling erfuhren seine Titel eine Neubearbeitung; wie in Alben von Bands wie A Tribe Called Quest, Us3, Brand New Heavies und Nas. Im Jahr 1995 tourte Wilson mit Guru's Jazzamatazz Revue, schrieb neue Titel und gründete eine Formation. 1996 nahm er zwei Alben auf, Live at SOB's und Organ Donor. 1997 entstand Organic Grooves mit Lonnie Smith und Doug Carn. 2004 nahm er mit Melvin Sparks das Album Fun House auf.
Nachdem Wilson in den letzten Jahren gegen Demenz gekämpft hatte und schließlich bei ihm fortgeschrittener Lungenkrebs diagnostiziert wurde, starb er im Mai 2023 in Harlem.
Matt Rogers würdigte in seinem Nachruf insbesondere die LPs, die Wilson Ende der 1960er- und Anfang der 70er-Jahre für Blue Note Records einspielte. Diese bahnbrechenden Alben bescherten seinen Kollegen „eine groovige Situation“ (wie ein Album betitelt wurde) und inspirierten eine Generation später Acid-Jazz-DJs und Hip-Hop-Koryphäen weltweit.

## Diskographische Hinweise
- On Broadway (Blue Note, 1968)
- Love Bug (Blue Note, 1969)
- Blue Mode (Blue Note, 1969)
- Groovy Situation (Blue Note, 1970)
- Set Us Free (Blue Note, 1971)
- The Sweet Life (Groove Merchant, 1972)
- Bad Stuff (Groove Merchant, 1973)
- The Cisco Kid (Groove Merchant, 1974)
- The Sweet Life (1974)
- Bad Stuff (1975)
- Got To Get Your Own (Cadet Records, 1975)
- Down With It (1998)
- Organ Donor (1998)
- Organ Blues (2002)
- Boogaloo To The Beastie Boys (2004)
- Fun House (2005)
- Movin' On (2006)
- The Godfathers of Groove (2008)
- Azure Te (2009)
- The Godfathers of Groove (2010)

## Lexikalischer Eintrag
- Richard Cook, Brian Morton: The Penguin Guide to Jazz Recordings. 8. Auflage. Penguin, London 2006, ISBN 0-14-102327-9.